# Ben Gets a Duck and Is Ducked
Pour plus de détails, voir Fiche technique et Distribution.
Ben Gets a Duck and Is Ducked est un film muet américain d'un réalisateur inconnu et sorti en 1909.
Cette comédie produite par The Essanay Film Manufacturing Company a été tournée dans South Park à Chicago. Ben Turpin y interprète le rôle d'un homme affamé qui essaye d'attraper un canard bien dodu nageant dans une fontaine publique, espérant ainsi faire un bon repas. Dans son livre Les petits maîtres du burlesque américain (1902-1929), Jean-Jacques Couderc cite une interview de Ben Turpin parue dans Photoplay en 1918, dans laquelle celui-ci raconte comment il fut arrêté à la fin du tournage par un véritable policier, qui l'avait pris pour un voleur, et il passa quatre heures au poste de police, dans ses vêtements mouillés, avant d'être libéré, la méprise ayant été reconnue !

## Fiche technique
- Titre : Ben Gets a Duck and Is Ducked
- Réalisation :
- Scénario :
- Photographie :
- Montage :
- Producteur :
- Société de production : The Essanay Film Manufacturing Company
- Société de distribution : The Essanay Film Manufacturing Company
- Pays d'origine :  États-Unis
- Langue : film muet avec les intertitres en anglais
- Format : Noir et blanc — 35 mm — 1,33:1 — Muet
- Genre : Comédie
- Durée :
- Date de sortie :
  -  États-Unis : 1909

## Distribution
- Ben Turpin